# Zeitschrift für die Anwaltspraxis
Die Zeitschrift für die Anwaltspraxis, kurz ZAP genannt, ist ein juristisches Periodikum bestehend aus einer zweiwöchentlich erscheinenden Fachzeitschrift, einem Nachschlagewerk sowie einem Online-Archiv über die  Juris-Plattform. Sie bietet aktuell Informationen zu 24 unterschiedlichen Rechtsbereichen. Jede Ausgabe der ZAP enthält insbesondere Beiträge zu verschiedenen Rechtsgebieten ergänzt von Praxistipps, halbjährliche Rechtsprechungs- und Literaturüberblicke zu beratungsrelevanten Themen, das Anwaltsmagazin mit aktuellen Themen sowie Eilnachrichten mit Informationen über die aktuelle Rechtsprechung.
Die ZAP wurde 1989 im Verlag für die Rechts- und Anwaltspraxis gegründet. Seit 2014 wird die Zeitschrift zunächst von der Bonner ZAP Verlag GmbH herausgegeben, ein Imprint der Anwaltverlagsgruppe (Deutscher Anwaltverlag, Deutscher Notarverlag, zerb Verlag), die zur Intermedia Vermögensverwaltungs GmbH gehört, einer Tochtergesellschaft der Medien Union. Seit dem Jahr 2021 ist der ZAP Verlag eine Marke der Juristische Fachmedien Bonn GmbH.